# CEEB

## Centro Educacional Eurípedes Barsanulfo (CEEB)
O Centro Educacional Eurípedes Barsanulfo, mais conhecido como CEEB, é uma ONG brasileira sem fins lucrativos que tem por objetivo oferecer os cursos do ensino fundamental (da primeira à nona série) com alta qualidade e de forma gratuita para as crianças da cidade de Santa Inês no oeste do estado do Maranhão.

### História
Nomeado em homenagem ao educador mineiro Eurípedes Barsanulfo, o CEEB foi fundado em 22  de agosto de  2009, na cidade de Santa Inês, MA e começou a funcionar em fevereiro de 2010, atendendo 55 crianças na faixa dos 4 anos de idade para a 1ª série do Ensino Fundamental.
Para 2017, a previsão é de que a escola atenda aproximadamente 430 alunos, desde o Ensino Infantil até a 7ª série do Ensino Fundamental.

### Metodologia Pedagógica

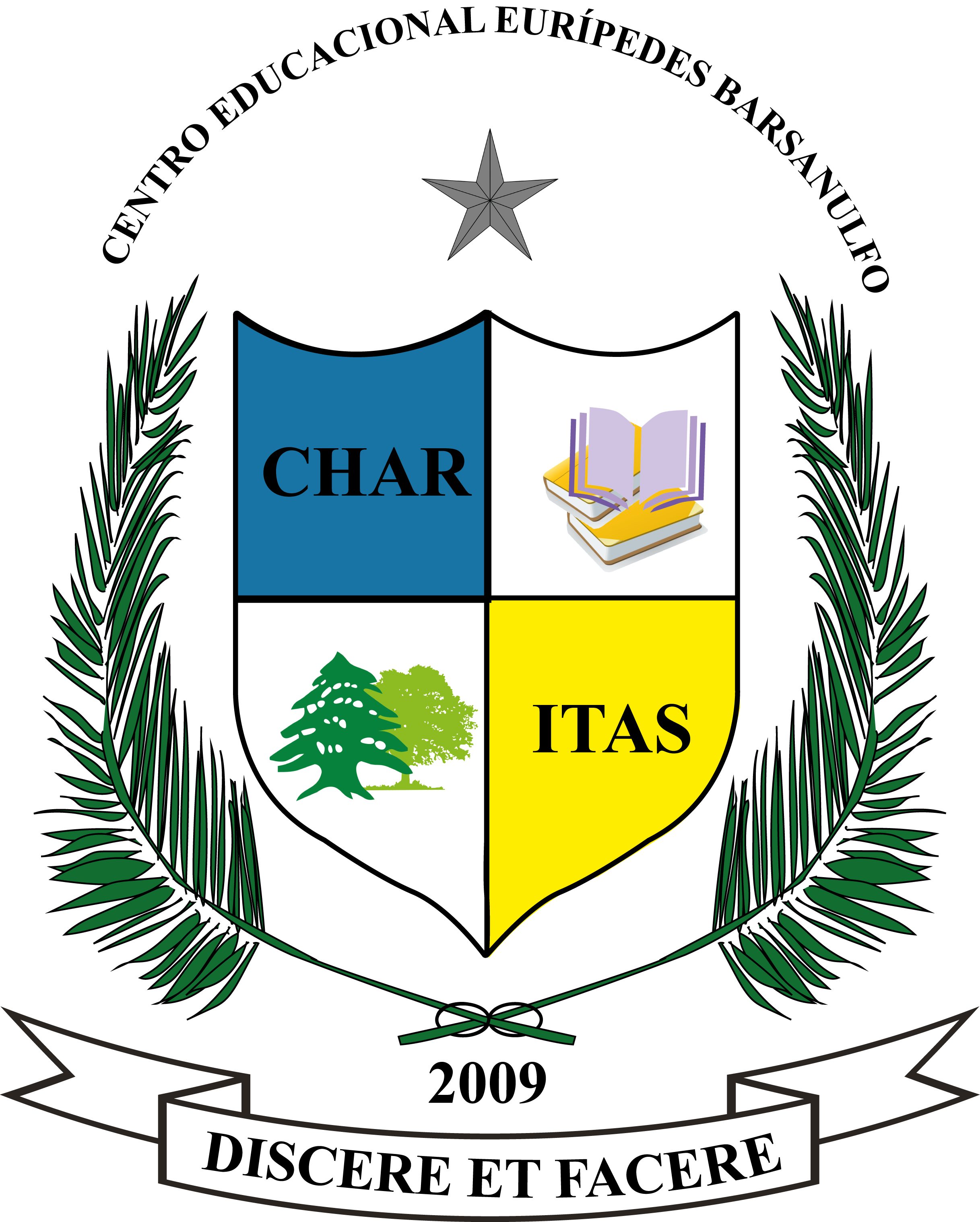
Brasão do CEEB

Diferente de outras instituições de ensino, a metodologia pedagógica, no CEEB, não se foca na rígida divisão de disciplinas convencionais. As aulas são divididas em eixos do conhecimento ou saber muitas vezes transversais em relação às disciplinas clássicas.
Os principais eixos são: Linguagem, Lógica Matemática, Natureza e Sociedade, Saúde, Expressão, Valores Humanos.

### Seleção
As crianças, para ingressarem no Projeto CEEB, são selecionadas mediante critérios socioeconômicos, num processo que envolve entrevistas com os pais ou responsáveis e visitas às moradias das famílias. Assim, há a garantia de que o projeto beneficie aos que realmente necessitam, numa região já marcada pela forte desigualdade social – em Santa Inês, mais da metade da população é vulnerável à pobreza, segundo dados do PNUD (Programa das Nações Unidas para o Desenvolvimento) de 2013.